# Christa Miller
Christa Miller (født 28 Maj 1964 i New York City, New York, USA) er en amerikansk skuespillerinde der er gift med den amerikanske manuskriptforfatter, producer og Instruktør Bill Lawrence, der har skabt Scrubs, og som er medskaber af serien Spin City. Bill og Christa har sammen 3 børn.
Hun er mest kendte for serierne Scrubs og The Drew Carey Show. I The Drew Carey Show spiller hun Kate O'Brien og i Scrubs spiller hun Dr. Cox/Perry Cox kone Jordan Sullivan.